# Nomen oblitum
Nomen oblitum is een term uit de zoölogische nomenclatuur, die letterlijk "vergeten naam" betekent en aan in onbruik geraakte binomiale namen wordt toegekend.
Bij het geven van een binominale naam aan een soort geldt het beginsel van de prioriteit: eerdere namen hebben voorrang, ook als latere namen steeds door iedereen gebruikt zijn. Heel lang was het daarbij een twistpunt of ook zeer oude namen uit vroeger eeuwen, die eigenlijk als zodanig niet door de schrijver waren bedoeld als een geslachtsnaam mochten gelden; of namen die helemaal vergeten waren. Vaak werden beide categorieën als nomina oblita afgewezen.
- Onder de 1e en 2e editie van de ICZN, van kracht van 6 november 1961 tot 1 januari 1973, was een nomen oblitum volgens Artikel 23b een naam die al meer dan vijftig jaar niet in gebruik was. Na 1960 moest een dergelijke naam gerapporteerd worden aan de Commissie, die dan een beslissing nam de naam op een lijst te zetten.
- In de 3e editie van de ICZN, van kracht van 1 januari 1973 tot 1 januari 2000, kwam het begrip niet voor.
- Onder de 4e editie van de ICZN, van kracht vanaf 1 januari 2000, betreft het een naam van vóór 1899. Volgens Artikel 23.9 kan een zoöloog zelf de feiten publiceren en een nomen voor oblitum verklaren met daarbij het corresponderende nomen protectum.

nomen ambiguum · nomen conservandum · nomen correctum · nomen dubium · nomen oblitum · nomen novum · nomen nudum
 homoniem · protoniem · synoniem (dierkunde)